# Bombardement d'Okazaki

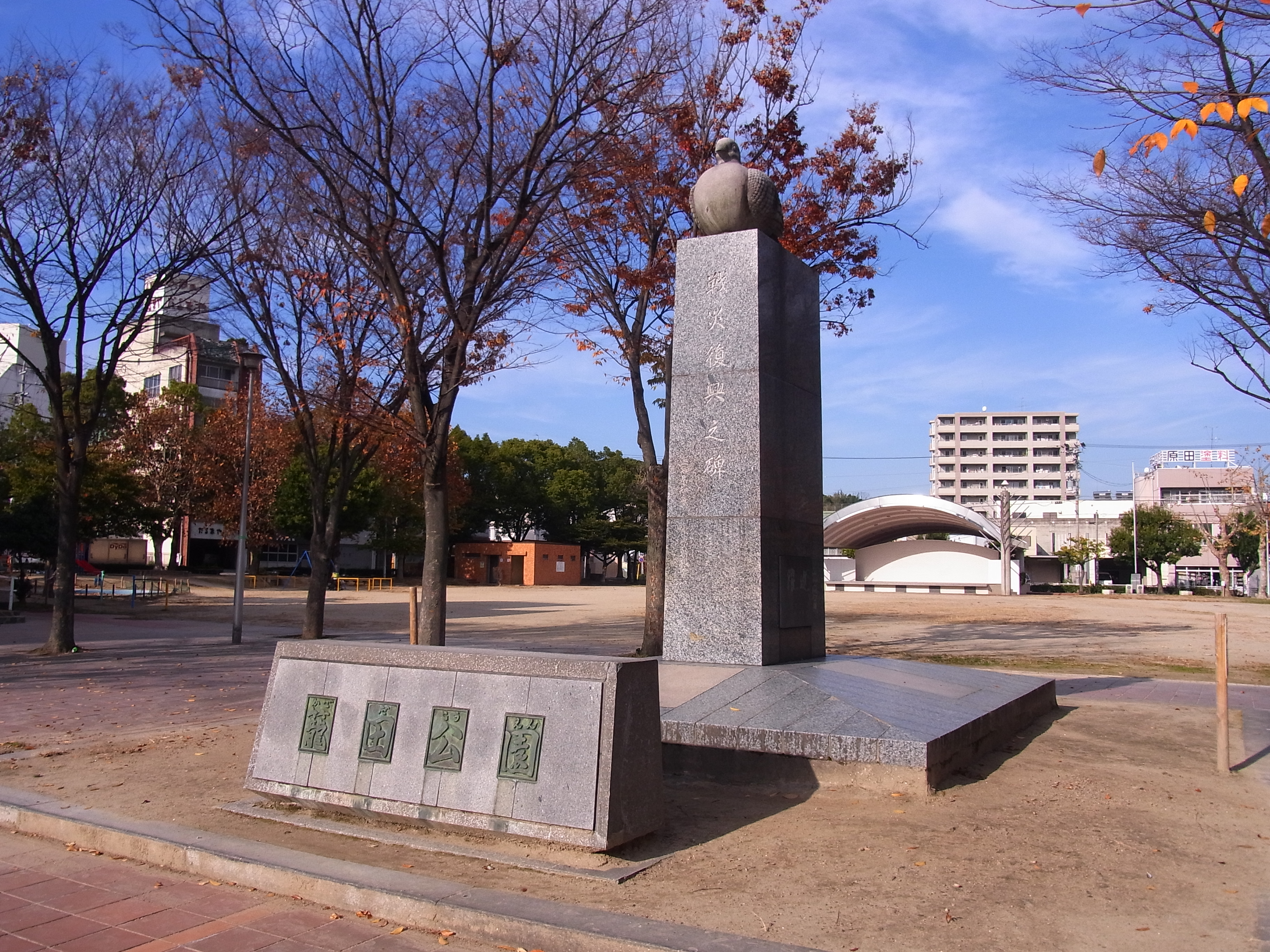
Mémorial aux victimes du raid aérien sur Okazaki de 1945.

Le bombardement d'Okazaki (岡崎空襲, Okazaki kūshū) est l'un des bombardements stratégiques menés par les États-Unis contre des cibles militaires et civiles et les centres urbains durant la campagne contre l’archipel japonais au cours des dernières semaines de la Seconde Guerre mondiale.

## Contexte
Bien que la ville japonaise d'Okazaki n'est pas un centre urbain d'importance et ne possède pas de cibles militaires significatives, c'est une ville satellite soutenant la métropole de Nagoya. La ligne principale de chemin de fer Tōkaidō reliant Tokyo à Osaka traverse la ville et celle-ci devient l'un des 57 centres régionaux de population ajoutés à la liste de cibles par le général Curtis LeMay en juin 1945 à la suite de la destruction des principales villes du Japon.

## Raids aériens
Le 19 juillet 1945, 126 bombardiers B-29 Superfortress de l'USAAF 20th Air Force, 314th Bombardment Wing (en), décollent de Guam dans les îles Mariannes. Le même jour des raids aériens sont lancés sur Fukui, Hitachi et Chōshi. Les B-29 arrivent sur cible à Okazaki après minuit le 20 juin 1945 et découvrent que la plus grande partie de la cible est obscurcie par les nuages. Le bombardement commence à 0 h 52 à une altitude de 3 900 m et un total de 12 506 bombes incendiaires est lâché sur la ville, détruisant l'essentiel de son centre. L'hôtel de ville d'Okazaki résiste à l'attaque. Cependant, à 12 h 30, des chasseurs P-38 Lightning passent et mitraillent les civils alignés à l'hôtel de ville en attente de traitement médical d'urgence. Le total des victimes civiles est estimé à 203 morts, treize disparus, 32 068 blessés et 7 312 maisons totalement sont détruites et 230 autres partiellement détruites. Environ un tiers de la population de la ville est rendu sans-abri par le bombardement. Le terrain d'aviation local de la Marine impériale japonaise et une grande usine textile appartenant à Nisshinbo Industries ne sont pas endommagés par l'attaque qui visait uniquement à la destruction de la population civile de la ville. 
Un an après la guerre, le Strategic Bombing Survey (Pacific War) (en) de l'United States Army Air Forces rapporte que 32,2 % de la ville a été complètement détruit.